# Jax Media
Jax Media es una productora de cine y televisión cofundada por Tony Hernandez, Lilly Burns y John Skidmore. Es conocida por producir series de larga duración Broad City, Difficult People, Younger e Inside Amy Schumer. En febrero de 2018, Imagine Entertainment adquirió una participación mayoritaria en Jax Media.

## Filmografía

### En producción
- El Pentaverato (Netflix)
- Pista de socios (Netflix)

### Televisión actual
- Frontal completo con Samantha Bee (con Quality Entertainment de Randy & Pam) (2016-presente)
- The Conners (con Mohawk Productions y Werner Entertainment ) (2018-presente)
- Muñeca rusa (con Paper Kite Productions y Universal Television ) (2019-presente)
- Desus & Mero (con queso original y picado de Bodega Boy) (2019-presente)
- A Black Lady Sketch Show (con 3 Arts Entertainment, Hoorae Media y For Better or Words, Inc.) (2019-presente)
- First Wives Club (con Paramount Television Studios y Tracy Yvonne Productions) (2019-presente)
- South Side (con HBO Max ) (2019-presente)
- Emily en París (con Darren Star Productions y MTV Studios ) (2020-presente)
- Haute Dog (con HBO Max ) (2020-presente)

### Programas anteriores
- Inside Amy Schumer (con So Easy Productions e Irony Point) (2013-2016)
- Broad City (con 3 Arts Entertainment , Paper Kite Productions y Comedy Partners ) (2014-2019)
- The Jim Gaffigan Show (con Fedora Entertainment, Brillstein Entertainment Partners , Burrow Owl Productions, Chimichanga Productions, Inc., Sony Pictures Television , TV Land Original Productions ) (2015-2016)
- Gente difícil (con 3 Arts Entertainment , Paper Kite Productions y Universal Cable Productions ) (2015-2017)
- Odd Mom Out (con Rottenberg-Zuritsky Productions, Piro Vision y Left/Right Productions ) (2015-2017)
- Eye Candy (con Blumhouse Television y MTV Production Development ) (2015)
- Younger (con Darren Star Productions y TV Land Original Productions ) (2015-2021)
- Loosely Exactly Nicole (con 3 Arts Entertainment ) (2016-2018)
- Netflix presenta: Los personajes (con Netflix ) (2016)
- The Detour (con TBS Productions , Randy & Pam's Quality Entertainment, Studio T y Nomadic Productions) (2016-2019)
- Search Party (con Quiet and Considerate Productions, Semi-Formal Productions. Inc y Studio T) (2016-2022)
- The Rundown with Robin Thede (con For Better or Words Inc. y Enterprises Inc.) (2017-2018)
- Nadie (con On the Day Productions ) (2017-2019)
- Roseanne (con Mohawk Productions y The Carsey-Werner Company ) (2018)
- Viviendo contigo mismo (con una historia probable ) (2019)
- Wilmore (con Universal Television ) (2020)
- The Other Two (con Broadway Video, Kelly/Schneider, Comedy Partners y MTV Entertainment Studios) (2019-2023)

### Películas
- Top Five (con IAC Films y Scott Rudin Productions ) (2014)
- A Very Murray Christmas (con American Zoetrope , Departed Productions y South Beach Productions) (2015)
- Te amo, papá (con Pig Newton, Inc. ) (2017; inédito)
- Fire Island (con Searchlight Pictures ) (2022)
- Temporada de bodas (con Samosa Stories e Imagine Entertainment ) (en proceso)

### Especiales
- Soy Brent Morin (con Netflix) (2015)
- Amy Schumer: En vivo en el Apollo (con HBO) (2015)
- Mike Birbiglia: Gracias a Dios por las bromas (con Netflix) (2017)
- John Mulaney: Kid Gorgeous en Radio City (con Netflix ) (2018)
- Chris Rock: Tamborine (con Netflix) (2018)